# Augusztus 23.
Augusztus 23. az év 235. (szökőévben 236.) napja a Gergely-naptár szerint. Az évből még 130 nap van hátra.
Névnapok: Bence + Árven, Aszter, Fajsz, Farkas, Filip, Fülöp, Kurd, Minerva, Rózabella, Rózamari, Rózsa, Rózsi, Szidi, Szidónia, Teónia, Zágon, Zakeus, Zdenka, Zekő, Zsadány

## Események
- 410 – Alarik király vizigótjai megszállják Róma városát.
- 1572 – Szent Bertalan éjszakája Párizsban: Augusztus 23-áról 24-ére virradó éjszakán Medici Katalin anyakirályné utasítására legyilkolják a Párizsban tartózkodó hugenották nagy részét.[1]
- 1849 – Szemere Bertalan miniszterelnök többedmagával Orsovánál elássa a magyar koronát és a koronázási ékszereket rejtő ládát. Az osztrák császári hatóságok 1853. szeptember 8-án megtalálják, és Bécsbe, majd Budára szállítják e kincseket.
- 1866 – Aláírták a prágai békeszerződést, mely a porosz–osztrák–olasz háborút zárta le.
- 1914 – A Japán Császárság hadat üzen Németországnak, majd elfoglalja a Shandtung-félszigetet. Novemberre már megszállja a német császár kínai és csendes-óceáni birtokait. A háború után ezeket a területeket a Népszövetség beilleszti mandátumterületeinek rendszerébe, amik jóvoltából nemzetközi ellenőrzés alá vonhatják a vesztesek területeit.
- 1938 – A bledi értekezleten a kisantant hatalmak elismerik Magyarországnak a fegyverkezéshez fűződő jogát. Cserében Magyarország lemond a trianoni határok fegyverrel való megváltoztatási igényéről.
- 1939 – A Molotov–Ribbentrop-paktum aláírása Moszkvában.
- 1944 – A szovjet hadsereg Iaşi–Kisinyov offenzívájának sikere nyomán Románia hivatalosan kapitulál, és megtámadja addigi szövetségeseit, a német és magyar csapatokat. I. Mihály román király a politikai pártok és a hadsereg támogatásával sikeresen végrehajtja a kiugrást, Ion Antonescut letartóztatja és Constantin Sănătescu vezetésével új kormányt alakít.
- 1950 – A köztársasági elnöki tisztséget felváltja a Magyar Népköztársaság Elnöki Tanácsa, melynek első elnöke Szakasits Árpád köztársasági elnök lett.
- 1990 – Örményország és Türkmenisztán kiválnak a Szovjetunióból, és önálló, független államokká válnak.
- 2006 – Natascha Kampusch megszökött Wolfgang Přiklopil fogságából.

## Sportesemények
Formula–1
- 1953 –  svájci nagydíj, Bremgarten - Győztes: Alberto Ascari  (Ferrari)
- 1959 –  portugál nagydíj, Monsanto Park - Győztes: Stirling Moss (Cooper Climax)
- 1964 –  osztrák nagydíj, Zeltweg - Győztes: Lorenzo Bandini  (Ferrari)
- 2009 –  európai nagydíj, Valencia - Győztes: Rubens Barrichello  (Brawn Mercedes)
- 2015 –  belga nagydíj, Circuit de Spa-Francorchamps - Győztes: Lewis Hamilton  (Mercedes)

## Születések
- 1754 – XVI. Lajos francia király († 1793)
- 1769 – Georges Cuvier francia tudós, őslénykutató, az összehasonlító anatómia jelentős kutatója, a Francia Akadémia tagja († 1832)
- 1783 – William Tierney Clark angol mérnök, a budapesti Széchenyi lánchíd tervezője († 1852)
- 1811 – Auguste Bravais francia fizikus († 1863)
- 1813 – Simor János bíboros, esztergomi érsek († 1891)
- 1842 – Osborne Reynolds ír születésű angol mérnök, fizikus, matematikus († 1912)
- 1864 – Elefthériosz Venizélosz görög politikus, miniszterelnök  († 1936)
- 1868 – Dézsi Lajos irodalomtörténész, egyetemi tanár, akadémikus († 1932)
- 1877
  - Gräfl Ödön úszó, vízilabdázó, sportvezető († 1972)
  - Szabó Ervin társadalomtudós, könyvtáros († 1918)
  - Medgyaszay István magyar műépítész, szakíró († 1959)
- 1879 – Berze Nagy János magyar néprajzkutató († 1946)
- 1884 – Madarász Margit magyar teniszező († 1959)
- 1887 – Fridrih Cander (er:Frīdrihs Canders) lett származású mérnök, az Orosz Birodalom, majd a Szovjetunió neves rakétamérnöke és űrhajózási szakértője († 1933)
- 1903 – William Primrose skót brácsaművész, zenetanár († 1982)
- 1912
  - Gene Kelly Oscar-díjas amerikai színész, táncos († 1996)
  - Alekszej Ivanovics Szudajev szovjet fegyvertervező († 1946)
  - Igor Troubetskoy francia autóversenyző († 2008)
- 1917 – André Waterkeyn belga építész, a brüsszeli Atomium tervezője († 2005)
- 1919 – Dries Van Der Loef (Andries van der Lof) holland autóversenyző († 1990)
- 1923 – Hegedűs Erzsébet Jászai Mari-díjas magyar színésznő († 1990)
- 1924
  - Efrájim Kishon (er. neve Kishont Ferenc), magyar származású, izraeli író († 2005)
  - Robert Solow amerikai közgazdász († 2023)
- 1925 – Tandori Károly Kossuth- és Széchenyi-díjas magyar matematikus, egyetemi tanár, a Magyar Tudományos Akadémia rendes tagja († 2005)
- 1925 – Jean Kerguen francia autóversenyző († 2005)
- 1926 – Hernádi Gyula Kossuth- és József Attila-díjas magyar író († 2005)
- 1929 – Czibor Zoltán válogatott magyar labdarúgó, az Aranycsapat balszélsője († 1997)
- 1932 – Eugene Rousseau amerikai szaxofonista († 2024)
- 1939 – Fazekas Lajos Balázs Béla-díjas magyar filmrendező
- 1943 – Csenterics Ágnes magyar televíziós rendező († 2020)
- 1946 – Bálint János magyar kertészmérnök, egyetemi oktató
- 1948
  - Jurij Ivanovics Jehanurov ukrán politikus, 2005–2006 között Ukrajna miniszterelnöke
  - Tímár Péter magyar fotográfus, fotóművész
- 1949 – Shelley Long Golden Globe- és Emmy-díjas amerikai színésznő
- 1961 – Kerekes László Jászai Mari-díjas magyar színész († 2000)
- 1964 – Éric Bernard francia autóversenyző
- 1968 – Bagi Dániel magyar történész, polonista, dzsesszzongorista
- 1970 – River Phoenix amerikai színész († 1993)
- 1973 – Kelemen Tímea magyar színésznő
- 1974 – Ray Park skót színész, kaszkadőr, harcművész
- 1978 – Kobe Bryant amerikai kosárlabdázó († 2020)
- 1986 – Hidvégi Vid magyar tornász
- 1988 – Egri Bálint magyar színművész, rendező
- 1990 – Szilágyi Csaba (Čaba Silađi) szerbiai magyar úszó

## Halálozások
- 634 – Abu Bakr kalifa, az első kalifa (* 573 körül)
- 1358 – Franciaországi Izabella angol királyné, II. Edward király felesége (* 1292 k.)
- 1725 – Keresztély Ágost hercegprímás, bíbornok (* 1666)
- 1831 – Kazinczy Ferenc magyar író, költő, a nyelvújítás vezéralakja (* 1759)
- 1849 – Maderspach Károly magyar kohómérnök, vasgyáros, feltaláló (* 1791)
- 1858 – Reguly Antal magyar etnográfus, nyelvész, utazó (* 1819)
- 1938 – Kuzsinszky Bálint régész, ókortörténész, az MTA tagja (* 1864)
- 1944
  - II. Abdul-Medzsid oszmán kalifa, az Oszmán Birodalom utolsó szultánja (* 1868)
  - Henryk Sławik vértanúságot szenvedett lengyel diplomata, embermentő (* 1894)
- 1945 – Stefánia belga királyi hercegnő, Rudolf osztrák–magyar trónörökös felesége (* 1864)
- 1963 – Giovannini Rudolf gyógyszerész, 1919-től a magyarországi gyógynövények kutatója (* 1891)
- 1967 – Georges Berger belga autóversenyző (* 1918)
- 1984 – Mendelényi Vilmos magyar színész (* 1939)
- 1986 – Bogár Richárd Liszt Ferenc-díjas magyar táncművész, koreográfus, érdemes művész. (* 1924)
- 1987 – Didier Pironi francia autóversenyző (* 1952)
- 1991 – Nemes Nagy Ágnes, Kossuth-, József Attila-, és Baumgarten-díjas magyar költő, író, műfordító (* 1922)
- 1992 – Székely János erdélyi magyar költő, író, drámaíró (* 1929)
- 1994 – Fábri Zoltán Kossuth-díjas színházi és filmrendező, díszlettervező (* 1917)
- 1995 – Szávay Edit magyar grafikus, illusztrátor, tervezőszerkesztő, fotóriporter, újságíró (* 1920)
- 2016 – Nagy Béla kertészmérnök, dendrológus, egyetemi oktató (* 1929)
- 2023 – Jevgenyij Viktorovics Prigozsin orosz zsoldos (* 1961)

## Nemzeti ünnepek, emléknapok, világnapok
- Nemzetközi nap a rabszolga-kereskedelem és megszüntetésének emlékére
- Európában ez a nap a totalitárius diktatúrák áldozatainak emléknapja. Az EU-országok igazságügyi miniszterei 2011 júniusi luxembourgi tanácskozásukon fogadták el a totalitárius rendszerek által elkövetett bűncselekmények áldozatai előtt fejet hajtó dekrétumot.
- Ukrajnában a nemzeti zászló napja